# Cap sa Sal
El cap sa Sal és un promontori de la Costa Brava, al nord de les cales de Sa Tuna i d'Aiguafreda, al municipi de Begur (Baix Empordà). El 1963 s'hi construí un hotel de luxe, l'Hotel Cap sa Sal, obra de l'arquitecte Josep Maria Bosch i Aymerich, amb uns jardins dissenyats per Rubió i Tudurí, i un embarcador per a esports nàutics, va ser un dels establiments més emblemàtics de la Costa Brava fins al seu tancament el 1979.